# Bunomys
Bunomys és un gènere de rosegadors de la família dels múrids. Tenen una llargada de cap a gropa de 10–20 cm, una cua de 10–18 cm i un pes de 60–150 g. El seu pelatge és suau i espès, amb una coloració grisa-blavosa a marró que no presenta contrastos entre les parts dorsals i les ventrals. Les espècies d'aquest grup són endèmiques de Sulawesi (Indonèsia).